# Lac municipal de Yaoundé

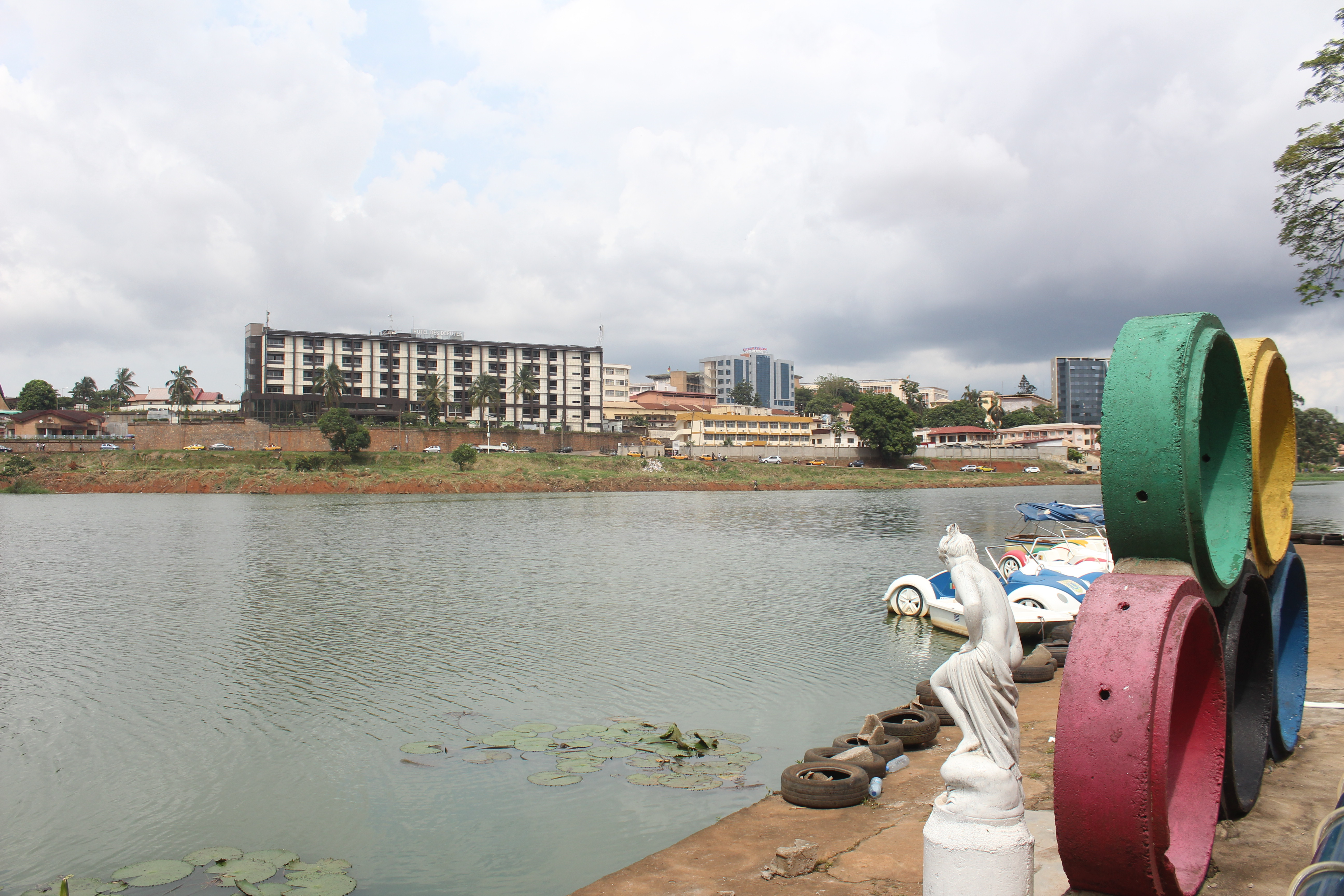
Le bord du lac municipal de Yaoundé

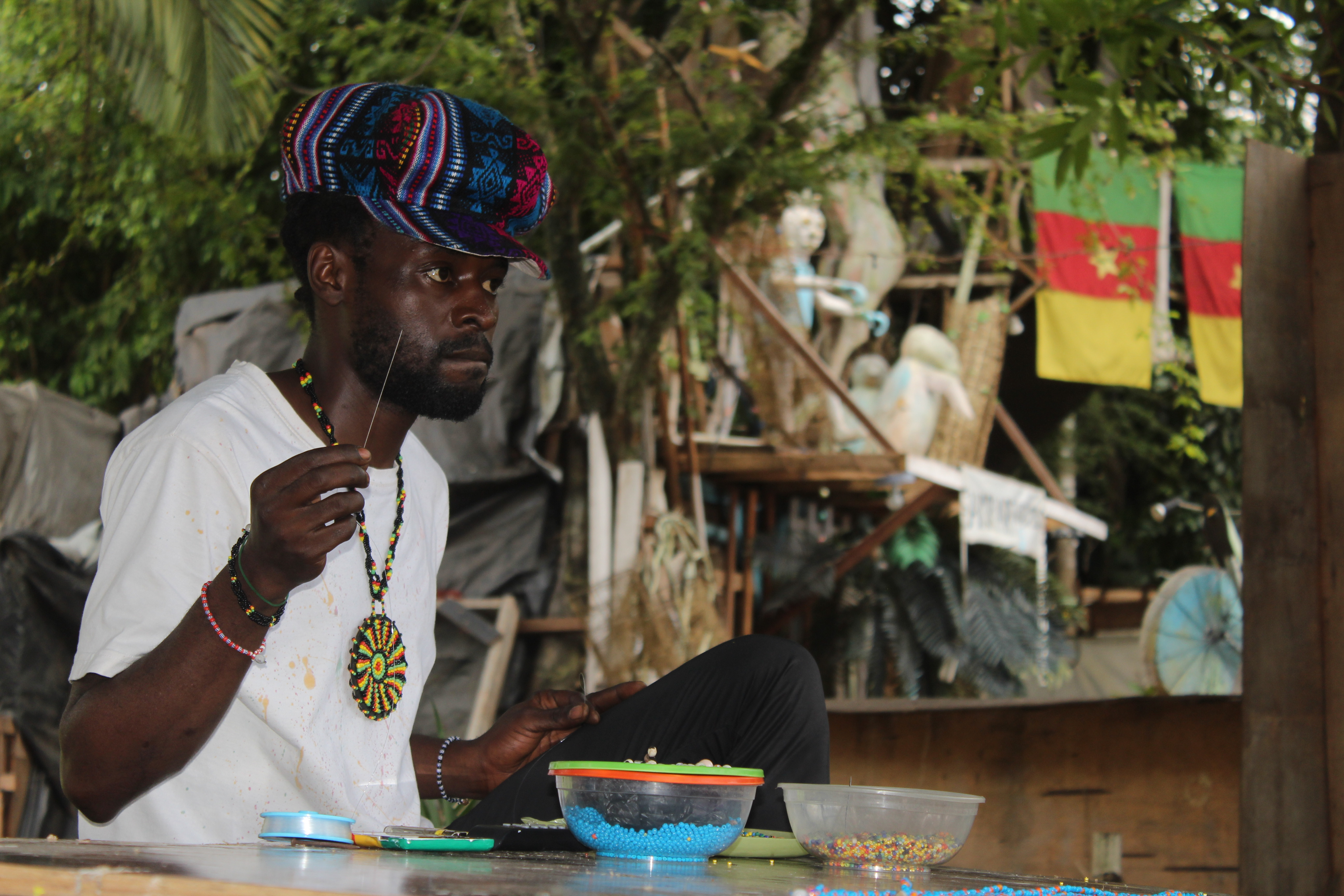
Wilfrid Wamey le Designer du parc vert

Le lac municipal de Yaoundé, se trouve près du centre administratif de Yaoundé, la capitale du Cameroun.

## Histoire
Il fut aménagé au début des années 1950, sous l'impulsion d'une figure emblématique de la ville, Georges Kyriakidès, un riche et influent commerçant d'origine grecque. Ayant reçu un hors bord en cadeau, il réussit à convaincre les autorités de l'époque de créer un lac. Celles-ci accédèrent à sa requête le 15 juillet 1951. 
L'emplacement choisi pour l'aménagement de ce plan d'eau était la vallée du plateau Atemengue, endroit idéalement situé entre le quartier administratif et le quartier résidentiel de l’époque. 
Les travaux durèrent une année et prirent fin en avril 1952. Cinq mois plus tard, le hors-bord de Kyriakidès naviguait sur le lac. 
Dès lors, le lieu connait un véritable engouement avec des fêtes et des activités organisées les dimanches après-midi. Un club nautique y est créé en 1953.

Centre nautique Kyriakidès.
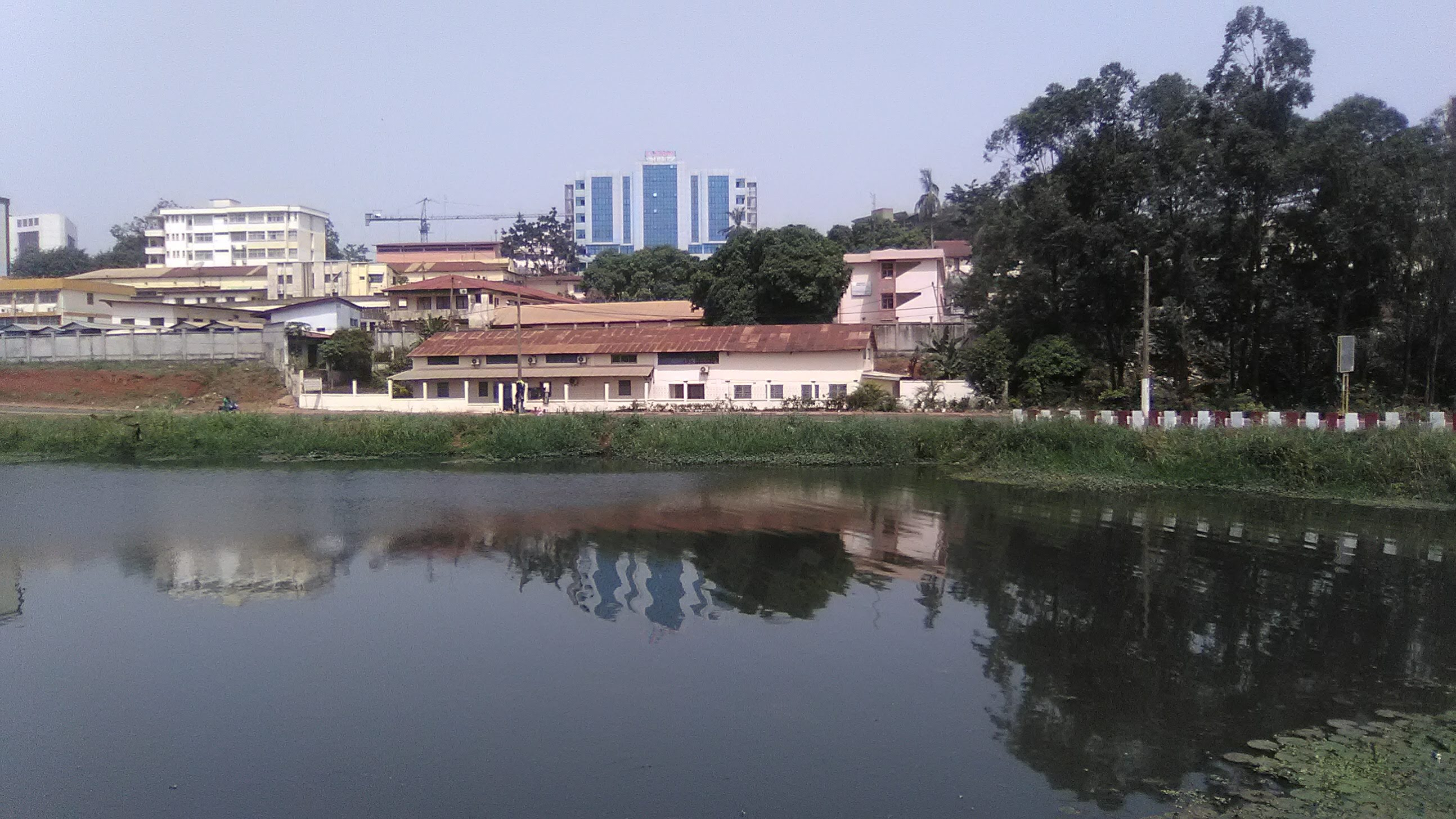
Lac municipal de Yaoundé
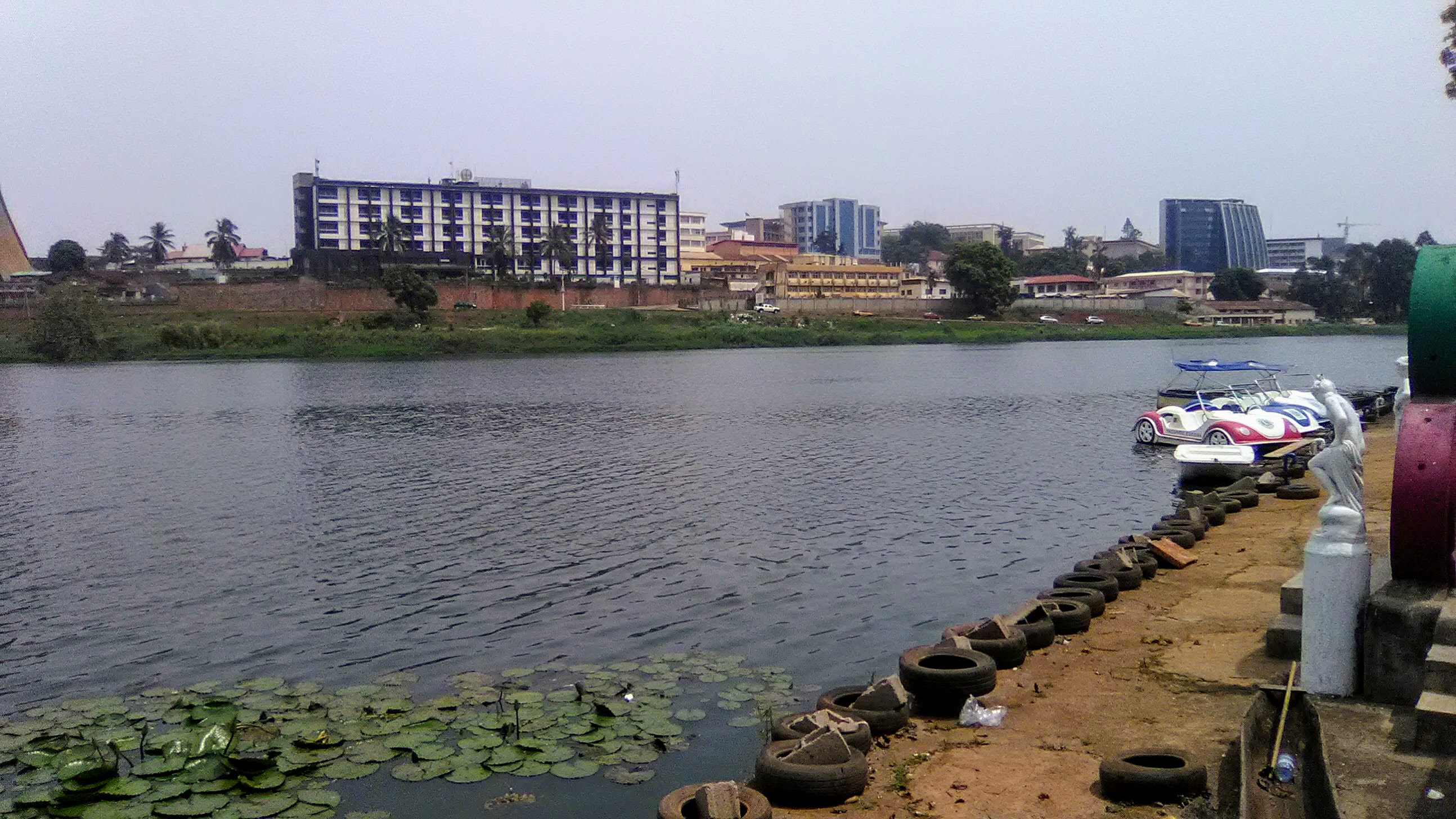
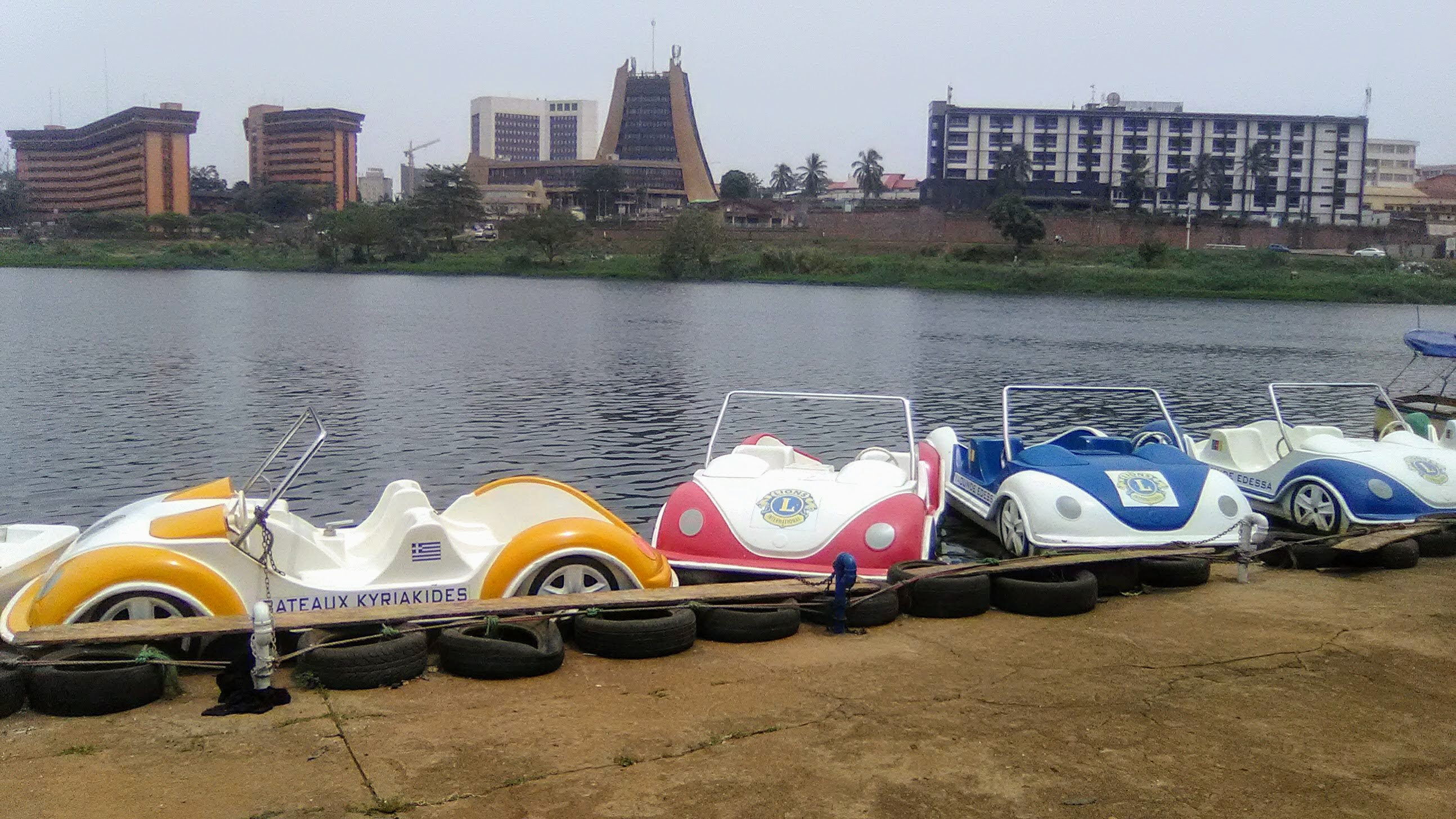
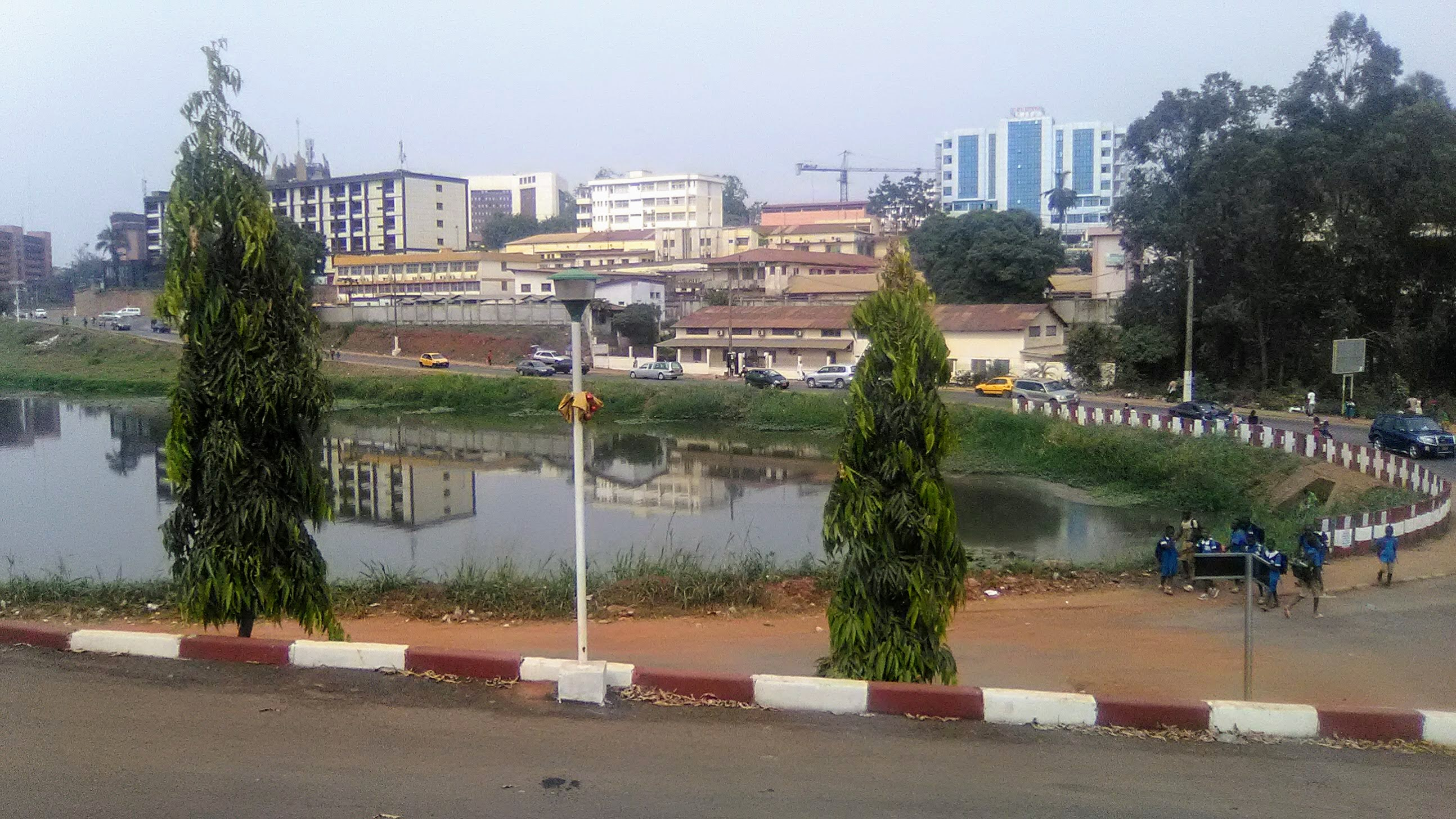

Le 13 septembre 2016, le ministre camerounais de l'Économie Louis-Paul Motaze signe une convention de financement de 25 milliards de francs CFA avec la Deutsche Bank Espagne, afin d'engager les travaux de réaménagement du lac et de ses abords. Cette première phase devrait permettre la dépollution et l'assainissement des eaux du plan d'eau, l'installation d'équipements de sport nautique, l'aménagement des berges, la construction d'un hôtel cinq étoiles, de restaurants de classe internationale, d'un centre de remise en forme, de boutiques, ainsi que la réalisation d'un espace de détente et de loisirs. La livraison du complexe est prévue pour 2019, le début de la réalisation des travaux pour 2017. Le projet s'enlise et les travaux sont rapportés sine die, notamment à la suite d'une modification unilatérale du projet de la part de la présidence.
En novembre 2019 , le lac municipal de Yaoundé n'a toujours pas été réaménagé et un nouvel accord de prêt de 12 milliards FCFA est signé entre le Cameroun et la Deutsche Bank d’Espagne.

## Caractéristiques
Le lac mesure 800 m de longueur pour une largeur de 300 m.